# Wir haben abgetrieben!
Wir haben abgetrieben! (Nous avons avorté !) est le titre de la revue Stern du 6 juin 1971. Il s'agit d'une action prise par 374 femmes allemandes de différents milieux affirmant publiquement avoir interrompu leur grossesse, et donc enfreint la loi de l'époque.

## Contexte
L'action est initiée par la féministe et future fondatrice de la Revue Emma, Alice Schwarzer, pour inviter à lutter contre l'interdiction de l'avortement indiquée au paragraphe 218 du code Pénal ; elle fut considérée comme un jalon du nouveau Mouvement féministe en Allemagne.
Parmi les 28 participantes figurant sur la photo de couverture se trouvent notamment la journaliste Carola Stern et les actrices Senta Berger, Veruschka von Lehndorff, Ursula Noack, Romy Schneider, Sabine Sinjen, Vera Tschechowa, Lis Verhaeren et Hanne Wieder. L'action fait sensation en Allemagne, car pour la première fois ce sujet tabou est présenté publiquement, posant les bases de la revendication de plusieurs autres groupes féministes.

## Histoire
La campagne a pour modèle une action similaire, le Manifeste des 343, à l'occasion de laquelle 343 Françaises, le 5 avril 1971, déclarèrent publiquement dans Le Nouvel Observateur s'être faites avorter. Parmi ces femmes se trouvaient notamment Simone de Beauvoir, Catherine Deneuve, Jeanne Moreau, Marguerite Duras, Françoise Sagan, Ariane Mnouchkine et Agnès Varda.
L'initiateur de la campagne française était Jean Moreau, rédacteur en chef du Nouvel Observateur. Quelques semaines plus tard, il s'engage aux côtés d'Alice Schwarzer et lui demande conseil, car il a entendu parler du magazine allemand qui veut aborder le sujet et désire profiter de l'occasion pour étendre l'action féministe à l'Allemagne. Il craint toutefois qu'il ne s'agisse d'une campagne publicitaire. Schwarzer a collaboré avec le rédacteur de Stern, Winfried Maaß, qui accepte d'initier une action à condition de Schwarzer soit en mesure de mobiliser entre 300 et 400 femmes.
En l'espace d'un mois, Schwarzer engage 374 femmes. Pour ce faire, elle se fait tout d'abord entendre au Conseil de Libération de la Femme de Francfort, mais essuie un refus, car le groupe de femmes trouve l'action trop « petit bourgeois » et « réformiste ». Parmi les membres de la Ligue socialiste des femmes de Berlin-Ouest, elle trouve en revanche environ la moitié de ses adhérentes. Les autres se joignent aux premières grâce au bouche à oreille.
Des années après la campagne, certaines participantes reconnurent ne pas avoir effectué d'interruption de grossesse dans la réalité, ainsi qu'Alice Schwarzer elle-même l'admet : « Mais cela n'avait pas d'importance. Nous aurions fait de même si nous avions eu une grossesse non désirée » (« Aber das spielte keine Rolle. Wir hätten es getan, wenn wir ungewollt schwanger gewesen wären »),.
Lors du quarantième anniversaire de la mobilisation, Arte présenta le documentaire Wir haben abgetrieben – Das Ende des Schweigens (Nous avons avorté - La fin du Silence), en coproduction avec la NDR.